# (33224) Lesrogers
(33224) Lesrogers est un astéroïde de la ceinture principale.

## Description
(33224) Lesrogers est un astéroïde de la ceinture principale. Il fut découvert le 31 mars 1998 à Socorro (Nouveau-Mexique) par le projet LINEAR. Il présente une orbite caractérisée par un demi-grand axe de 3,06 UA, une excentricité de 0,06 et une inclinaison de 8,3° par rapport à l'écliptique.